# 後豐港
後豐港，原名（後豐），其後「改名后豐港」，於民國94年再改為（後豐港）之名，俗稱「洪門港」，為金門西岸的小漁村。位處水頭之北，夏墅（或作「下市」）之南，賢厝之西。行政劃分上隸屬金門縣金城鎮金水里，全村現有五十多戶居民，總人口約三、五百人。

## 歷史淵源
後豐港為一閩南傳統聚落，主要以洪姓居民組成，明末清初輔佐鄭成功與鄭經父子的武將洪旭，即出生於此村。當地人稱洪旭為「洪伯爺」（或作「洪伯牙乃閩南語稱謂」），因洪旭曾受隆武帝封為「忠振伯」之故也。出身此村的人士以洪旭所居之官位最為顯嚇，洪旭遺留給村民的軼事，最為後世子孫津津樂道。相傳洪旭曾將金銀珠寶藏於「十八石窖」，並留下「大水淹不著，小水淹三尺」的謎語，但後世子孫至今無人可破解。

## 地理環境
昔日，金門從事近海捕魚者眾，後豐港原是一靠海聚落，因避風效果良好，古崗村、村漁民經常將船隻停泊於此村海邊，為數可達數十艘。後因經濟型態轉型，務農、捕魚者銳減，現海邊船隻已不多見。後豐港海邊的潮間帶盛產豐富的貝類、蝦蟹、海菜、鱟，是此村許多村民及附近村民的經濟來源之一。
後因防波堤的興建及水頭商港的擴建，填土工程使得海岸線向外延伸，後豐港現已非緊臨海灣，而工程也造成破壞當地潮間帶的生態，使得海產大為縮減，目前僅有海菜、貝類及幼隻的鱟較為常見。

## 宗教信仰
此村的信仰中心為「洪氏宗祠」及「來鳳宮」。每年農曆正月十五日，來鳳宮的王爺建醮是此村的傳統。農曆七月中元普渡期間，洪氏宗祠有盛大的祭祀活動。另有「愛國將軍廟」及「萬聖公媽廟」，亦為信奉之對象。目前此村設有「後豐港社區發展協會」，為聯絡村民舉辦活動之主要窗口。

## 海外移民
明朝末年，此村有許多居民移居澎湖，澎湖縣湖西鄉尖山村的洪姓居民即為後豐港洪氏的後裔。

## 相關資料
1.洪文章著。《金門縣後豊誌─洪門港燒酒矸》。金門：金門縣立文化中心，2003。
2.洪文章著。《後豊港的海田雲夫》。金門：金門縣政府府，2004。
3.洪德舜著。《尋找後豊港》。金門：金門縣文化局，2006。

## 外部連結
- 洪旭